# Дъбово (област Стара Загора)
Вижте пояснителната страница за други значения на Дъбово.
Дъбово (изписване до 1945 година: Дѫбово) е село в община Мъглиж, област, Стара Загора, Южна България.Със своите над 1200 жители то е четвъртото по големина населено място в общината.

## География
Село Дъбово е разположено в Казанлъшката котловина, между Стара планина и Средна гора. Селото отстои на около 10 km източно от град Мъглиж, 27 km североизточно от областния град Стара Загора и 260 km източно от столицата София.
Дъбово е разположено на надморска височина от 300 m, в подбалканската низина, между Стара Планина и Средна гора, но по-близо до Стара планина.
На юг от него тече река Тунджа – приток на р. Марица. От другата страна на Балкана се намира град Трявна, връзката с който е Тревненския проход.
Климат – умерен, топъл, температура през януари от 0 до -2 °С, през юли – около 20 °С, валежи – около 600 mm на година.

## История
В землището на селото се намират няколко тракийски могили, които не се изследвани детайлно.
На север, на няколко километра, се намира напълно запазен мост построен от древните римляни. Който е действащ и до днес. По-нататък се намира „Иванкова пътека“. Тя е наречена така на името на Иванко, убиецът на цар Иван Асен I. След като убил царя, Иванко минал през Тревненския проход, през римския мост, землището на с. Дъбово и е отишъл в Боруй, днешната Ст.Загора. Градът е бил тогава под властта на византийския император и Иванко е потърсил спасение там
В средните векове проходът над Дъбово става честа арена на сблъсъци между ромейски и български войски. По-известна е битката при Кръстец, при която император Исак II Ангел е разбит от Асен и фактически България става независима от Византия.
От 3 март 1878 до 21 декември 1906 г. селото носи името турското име Яйканлий.
На север от селото, в подножието на Стара планина, в местността Кървеникът по време на Руско-турската война през 1878 година са изклани 200 мъже, жени и деца от Яйканлий.

## Население
Населението на Дъбово през годините
- 1900 г. – 1747 жители
- 1910 г. – 2198 ж.
- 1920 г. – 1948 ж.
- 1926 г. – 2094 ж.
- 1934 г. – 2130 ж.
- 1946 г. – 2133 ж.
- 1956 г. – 2652 ж.
- 1962 г. – 2563 ж.
- 1965 г. – 1826 ж.
- 1975 г. – 1799 ж.
- 1977 г. – 1718 ж.
- 1985 г. – 1578 ж.
- 1992 г. – 1476 ж.

Според НСИ, към 1 януари 2007 г. има 1 277 жители, а през 2011 година – 1 175 жители.
Етнически състав: българи – 689 или 59,60%, роми (цигани) – 448 или 38,80%, каракачани (намалели през последните години поради икономически причини) и други. През последните години в селото са се установили 1 семейство от Нова Зеландия, 2 от Русия и 1 от Германия, а също се наблюдава все по-засилваща се тенденция на завръщане на дъбовци от градовете, както и новоселци от околните градове и села. Друга интересна тенденция е все-по голямото оредяване сред младото циганско население, което през последните години масово мигрира към Западна Европа и се е стопило почти наполовина, привлечено от по-добрите условия на живот, работа и социални придобивки. Само в град Римини в Италия работят и живеят постоянно над 50 роми от с. Дъбово предимно в туризма и хотелиерството.

## Религии
Населението е изцяло източноправославно, като местните мюсюлмани са избягали след войната. След промените има евангелски църкви, особено сред ромското население.
„Клепалото“ в камбанарията на църквата „Свети Великомъченик Георгий“, както го наричат старите хора, е заменено от камбана, дарена от предприемач с дъбовски корени. Православната черква е в рамките на Старозагорската митрополия.

## Обществени институции
Селото е общински център преди 9 септември 1944 г. Към него са присъединени с. Борущица, с. Селце, с. Яворовец и др.
В селото е основано едно от първите светски взаимни училища в региона, днес носещо името OУ „Св. св. Кирил и Методий“ е основно (I – VIII клас) с общинско финансиране. Учебни смени: една смяна – само сутрин. Учителите са висококвалифицирани, всички са с висше образование. Учениците се изявяват във всички състезания и олимпиади, подготвени са много добре и продължават образованието си. През последните години базата е подобрена и обновена. През 1999 г. се празнува 150-годишният му юбилей.
Също така има здравна служба, обединено детско заведение градински групи и яслена група.
Читалище на име „Развитие“, в което често има литературни четения, организирани представления и други прояви. През изминалите години читалището е претърпяло много промени от различен характер.

## Транспорт
От и за Дъбово има редовен автобусен транспорт до Казанлък и Стара Загора. На 2 km от селото минава железопътна линия, свързваща Южна със Северна България – затова с. Дъбово е с ключова железопътна гара, на която се пресичат подбалканската линия София – Карлово – Бургас и линията Русе – Горна Оряховица – Стара Загора – Подкова.

## Забележителности
В центъра на селото има паметник на загиналите войници и опълченци от селото с техните имена. Паметникът представлява стъпаловидна конструкция в три части. В основата, от трите страни са вградени гранитни корита и лъвски глави. На гърба е поставена плоча с надпис: „На падналите за Родината през войните 1912 – 1918 г.... от с. Дъбово – от признателните Дъбовци, 4.X.1930 г.“.
Най-високият връх в околността е връх Мал Тепе. На него има партизанска землянка.
В южната част на селото има дъб, на който има куршуми от турско време. По времето на руско-турската война, ордите на Сюлейман паша избиват около 200 невинни дъбовци в местност близо до селските лозя в подножието на Стара планина. Според очевидци, поточето, което е текло близо до тези ужасни събития станало червено от кръв. Оттогава тази местност се нарича „Кървеника“.
На Дъбовската река има 19-вековен сводест Римски мост , близо до с. Радунци. Мостът се намира на 5 километра от селото – в Дъбовския проход (Боаза) над бързоструйната планинска река приток на Тунджа. Той е построен при управлението на император Траян (98 – 117 г.) и е част от стария „римски друм“, включен в изградената от римляните пътна мрежа, които укрепили и застлали с каменни плочи прокараните още от траките пътища през старопланинските проходи. Този античен мост е обявен за народна старина с Държавен вестник (брой 221 от 28.12.1927 г.), а след 1944 г. – и за защитен природен обект.
В землището на с. Дъбово има доста тракийски могили, две от които са проучени. Намерен е погребална утвар на тракийски благородник. Планината над селото и останалите могили са често мишена на иманяри, дори и преди 10 ноември 1989 г.
Близката река Тунджа е отлично място за риболов, разходка, творческа почивка и съзерцание. В планината над селото е имало уранова мина, която е изоставена.

## Редовни събития
Всяка година на Гергьовден – 6 май, се чества празникът на селото, който събира хора от най-различни възрасти и социални прослойки, бедни и богати обединени от общия дъбовски корен – време за родови срещи, спомени и безпаметни напивания. Организират се различни състезания, в това число и надбягване с коне, катъри, магарета, свине, волове, овце, магарешки и конски каруци, файтони, бой с петли, кучета, и най-вече свободни борби между пехливани. Победителят получава живо агне или козле за награда, а до късно вечерта – с традиционни и местни български хора на селския мегдан. Не са изключение и нестинарските танци върху жарава представяни от гостуващи изпълнители от странджанските села Бръшлян и Заберново с които Дъбово е побратимено. Отбелязването на празниците Коледуване, Бабин ден, Трифон Зарезан, Лазаруването е ежегодно.

## Личности
Селото е родно място на много лекари, учители, революционери, инженери, икономисти, художници, офицери (един генерал), професори.
- Димитър Калайджиев – търговец, един от първите Българи, които отиват да работят в Америка.
- Иван Попчев – художник (1941 – 1994);
- Христо Караиванов – строителен предприемач (1881 – 1946);
- проф. Никола Попов – професор по анатомия и ембриология (1881 – 1960). Декан на медицинския факултет в Лозанския университет, Швейцария. За времето си учен с международна известност;
- Христо Димов – архитект;
- Трифон Марков – генерал;
- Иван Кемалов – подуправител на БНБ;
- Петя Баракова-Славова – мажоритарен собственик на Инвестбанк.

## Други
В землището на селото липсват замърсяващи околната среда предприятия и производства, с изключение на урановата мина, която е затворена от десетилетия.

### Кухня
В района на селото освен традиционните български гозби има и такива които не са познати за широката кулинария. Такава е например самардалата (Nectaroscordum siculum ssp. bulgaricum syn. Allium bulgaricum) – смесица от сол и изсъхнали листа на див лук. Подправката е подходяща за овкусяване на яйца, препечени филийки, хот дог, пица, бухти, гъби, меса, риба, царевица, палачинки, гюзлеми, катми, сарми, супи, манджи, салати, както и да се яде директно с лъжичката като лечебно средство особено при простудни заболявания.